# Coprinellus mitrinodulisporus
Coprinellus mitrinodulisporus es una especie de hongo en la familia Psathyrellaceae. Fue descrito por primera vez por los micólogos italianos Francesco Doveri y Sabrina Sarrocco en 2011, se le encontró creciendo en las heces de rebeco (Rupicapra rupicapra). El nombre mitrinodulisporus, combina las palabras latinas mitra ("mitra"), nodulus ("bulto redondo"), y spora ("espora"), hace referencia a la forma de las esporas. El hongo solo ha sido encontrado en la localidad de Aosta, Italia.